# デヴィッド・ワトキン
デヴィッド・ワトキン（David Watkin, BSC、1925年3月23日 - 2008年2月19日）は、イギリスの撮影監督。英国撮影監督協会（British Society of Cinematographers (B.S.C.)）会員。

## 来歴
イングランド・マーゲイト出身。第二次世界大戦後、サザン鉄道の映画部で撮影助手として働き始める。
ドキュメンタリー映画や短編映画の撮影を担当したのち、長編映画の撮影を手がけるようになる。1985年の映画『愛と哀しみの果て』の撮影で第58回アカデミー撮影賞や第40回英国アカデミー賞 撮影賞など数々の賞を受賞した。
2008年2月19日、癌のため死去。82歳。

## 主なフィルモグラフィー
- ナック The Knack ...and How to Get It (1965)
- ヘルプ!4人はアイドル Help! (1965)
- マドモアゼル Mademoiselle (1966)
- マルキ・ド・サドの演出のもとにシャラントン精神病院患者たちによって演じられたジャン＝ポール・マラーの迫害と暗殺 Marat/Sade (1967)
- ジョン・レノンの 僕の戦争 How I Won the War (1967)
- 遥かなる戦場 The Charge of the Light Brigade (1968)
- 不思議な世界・未来戦争の恐怖 The Bed-Sitting Room (1969)
- キャッチ=22 Catch-22 (1970)
- 肉体の悪魔 The Devils (1971)
- ボーイフレンド The Boy Friend (1971)
- イエロー・ドッグ Yellow Dog (1973) 田宮二郎主演、橋本忍脚本
- 三銃士 The Three Musketeers (1973)
- 四銃士 The Four Musketeers (1974)
- マホガニー物語 Mahogany (1975)
- 悪魔の性キャサリン To the Devil a Daughter (1976)
- ロビンとマリアン Robin and Marian (1976)
- ジョセフ・アンドリュースの華麗な冒険 Joseph Andrews (1977)
- ナザレのイエス Jesus of Nazareth (1977) テレビ映画
- ハノーバー・ストリート 哀愁の街かど Hanover Street (1979)
- さらばキューバ Cuba (1979)
- 炎のランナー Chariots of Fire (1981)
- エンドレス・ラブ Endless Love (1981)
- 愛のイエントル Yentl (1983)
- ホテル・ニューハンプシャー The Hotel New Hampshire (1984)
- OZ(オーゼット) Return to Oz (1985)
- ホワイトナイツ/白夜 White Nights (1985)
- 愛と哀しみの果て Out of Africa (1985)
- ガンバス Sky Bandits (1986)
- 月の輝く夜に Moonstruck (1987)
- マスカレード/甘い罠 Masquerade (1988)
- 地底帝国の謎 Journey to the Center of the Earth (1988)
- 情熱の代償 The Good Mother (1988)
- マフィア/最後の祈り Last Rites (1988)
- サイキック・ハンター Murder on the Moon (1989) テレビ映画
- メンフィス・ベル Memphis Belle (1990)
- ハムレット Hamlet (1990)
- 幸福の選択 The Object of Beauty (1991)
- 迷子の大人たち Used People (1992)
- ボーイズ・ライフ This Boy's Life (1993)
- ボッパ! Bopha! (1993)
- ミルク・マネー Milk Money (1994)
- ジェイン・エア Jane Eyre (1996)
- 僕のボーガス Bogus (1996)
- NY検事局 Night Falls on Manhattan (1996)
- クリティカル・ケア Critical Care (1997)
- グロリア Gloria (1999)
- ムッソリーニとお茶を Tea with Mussolini (1998)
- Lover's Prayer はつ恋 Lover's Prayer (2000)

## 受賞
- 第47回ニューヨーク映画批評家協会賞撮影賞（『炎のランナー』、1981年）[9]
- 第58回アカデミー撮影賞（『愛と哀しみの果て』、1986年）[10]
- 第40回英国アカデミー賞 撮影賞（『愛と哀しみの果て』、1987年）[11]
- 第51回ニューヨーク映画批評家協会賞撮影賞（『愛と哀しみの果て』、1985年）[12]
- 第11回ロサンゼルス映画批評家協会賞撮影賞（『愛と哀しみの果て』、1985年）[13]